# Із життя пернатих
«Із життя пернатих» (рос. Из жизни пернатых) —  радянський анімаційний фільм 1985 року Творчого об'єднання художньої мультиплікації студії Київнаукфільм, режисер — Володимир Дахно.

## Сюжет
Включає новели: «Дует», «Велике прання», «Точка зору», «Мрії, мрії».

## Над фільмом працювали
- Автор сценарію: Михайло Татарський;
- Режисер: Володимир Дахно;
- Художники-постановники: І. Дівішек, В. Зелінський;
- Композитор: Володимир Губа;
- Оператор: Олександр Мухін;
- Звукооператор: Віктор Груздєв;
- Художники-мультиплікатори: Костянтин Чикін, В. Омельчук, Сергій Гізіла, Сергій Кушнеров, Олена Касавіна, Н. Устенко, Людмила Ткачикова, Андрій Карбовничий;
- Асистенти: В. Рябкіна, Тетяна Черні, Ірина Сергєєва;
- Режисер монтажу: О. Деряжна;
- Редактор: Світлана Куценко;
- Директор картини: Іван Мазепа.